# Хочу
«Хочу» — песня, написанная Таней Rush и записанная украинской певицей Ёлкой. Композиция стала заглавной темой фильма «Любовь с акцентом» (2012).
Композиция получила положительные отзывы от музыкальных критиков и выиграла награду в категории «Лучший саундтрек» на премии премии RU.TV 2013.

## Предыстория и релиз
20 апреля 2012 года состоялся концерт певицы в новом стадионе «Северный» (часть московского СК «Олимпийский»). В ходе концерта, Ёлка представила две новые композиции — «Выше» и поначалу названную «Посмотреть, как всходит солнце». Вторая из композиций позже была представлена в студийной версии под названием «Хочу». Автор песни — Таня Rush, ранее снявшая для Ёлки видеоклип к песне «Бросай». Песня вошла в саундтрек к фильму «Любовь с акцентом»: по информации InterMedia она прозвучит в финальных титрах. «Когда я впервые узнала о предложении поработать над саундтреком в этом проекте, я с радостью согласилась, потому что это приятная возможность косвенно поучаствовать и оказаться частичкой такого волшебного фильма про любовь. Но тогда я даже предположить не могла что после просмотра этой картины, на финальных титрах меня будет распирать от гордости, как будто бы я сама снимала это кино!», — рассказывала Ёлка. На песню так же был снят видеоклип режиссёром которого выступил Резо Гигинеишвили, а оператором — Евгений Ермоленко. 18 сентября 2012 года песня была выпущена в радиоротацию, как новый сингл исполнительницы, через систему Tophit.

## Реакция критики
| Оценки критиков | Оценки критиков |
| Источник        | Оценка          |
| --------------- | --------------- |
| MuseCube.org    | [ 5 ]           |
| Афиша           | (положительная) |
| Красная звезда  | (2 место)       |

В целом песня получила положительные отзывы от критиков, музыкальных журналистов и программных директоров радиостанций России, достигнув в декабре 2012 года второго места в «Экспертном чарте» портала «Красная звезда». Павел Пшенов из MuseCube.org дал песне высокую оценку и писал, что она не имеет ничего общего со стандартными для России саундтреками, которые он описывал, как «бесхребетные поп-перезвоны под гитарные гармонии попсы 90-х, которые успели устареть ещё тогда». «Новая песня… поначалу напоминает о лучших образцах регги в исполнении Боба Марли, далее переходит к современному хип-хоп биту, а гармониями начинает напоминать лучшие образцы песен из советского кинематографа 1980-х. Всё-таки не случайно всё, как и эта композиция, а оторваться от таких „не случайностей“ бывает порой просто невозможно», — писал автор. Александр Горбачёв и Григорий Пророков из «Афиши» отметили релиз композиции в рубрике «Плей-лист недели» и писали, что её «посыл обозначен в названии, его трудно не разделить».

## Чарты
| Страна/территория (Чарт)             | Высшая позиция |
| ------------------------------------ | -------------- |
| (Tophit Российский Топ-100)          | 19             |
| (Tophit Московский Топ-100)          | 27             |
| (Tophit Санкт-Петербургский Топ-100) | 16             |
| (Tophit Общий Топ-100)               | 8              |
| (Tophit Топ-100 по заявкам)          | 5              |
| (Tophit Украинский Топ-100)          | 2              |
| (Tophit Киевский Топ-100)            | 2              |

| Страна/территория (Чарт, 2012) | Высшая позиция |
| ------------------------------ | -------------- |
| Tophit Российский Топ-200      | 168            |
| Tophit Общий Топ-200           | 109            |
| Tophit Топ-200 по заявкам      | 77             |
| Tophit Украинский Топ-200      | 130            |

## Награды и номинации
| Год  | Награда      | Номинированная работа | Категория        | Результат |
| ---- | ------------ | --------------------- | ---------------- | --------- |
| 2013 | Премия RU.TV | «Хочу»                | Лучший саундтрек | Победа    |